# Garachico
Garachico település Spanyolországban, Santa Cruz de Tenerife tartományban. Garachico Los Silos, El Tanque, Santiago del Teide és Icod de los Vinos községekkel határos. Lakosainak száma 4924 fő (2024).

## Népesség
A település népessége az elmúlt években az alábbi módon változott:
| Lakosok száma | 5853 | 5671 | 5446 | 5416 | 5090 | 5169 | 4827 | 4871 | 4920 | 4924 |
|               | 2001 | 2004 | 2007 | 2009 | 2012 | 2014 | 2017 | 2019 | 2022 | 2024 |